# 通贤镇
通贤镇，是中华人民共和国四川省资阳市安岳县下辖的一个乡镇级行政单位。2019年12月，撤销人和镇，将其所属行政区域划归通贤镇管辖。

## 行政区划
通贤镇下辖以下地区：
胜利社区、前进社区、金刚村、书房村、四方村、板桥村、高文村、帽石村、长虹村、白龙村、双鹅村、武陵村、高坝村、重石村、八里村、高渡村、山福村、安宁村、花台村、高峰村、七村和庆丰村。

## 特产
通贤柚：中国地理标志产品。